# Харрисон, Линда
Линда Харрисон (англ. Linda Harrison, род. 26 июля 1945) — американская актриса и модель.

## Биография
Линда Харрисон родилась в штате Мэриленд и была третьей из пяти дочерей в семье. В 16 лет в своём родном городке она победила в конкурсе «Мисс Берлин» и вскоре отправилась в Нью-Йорк, где занялась модельным бизнесом. В кино Харрисон наиболее известна по роли подружки Чарлтона Хестона в фильме 1968 года «Планета обезьян» и его продолжении «Под планетой обезьян» (1970). Она также получила эпизодическую роль в ремейке фильма Тима Бёртона «Планета обезьян» в 2001 году. В 2013 году актриса приступила к съёмках в боевике «Полуночная резня», где также выступила продюсером. Картина вышла на экраны только в 2016 году.
В 1968 году Харрисон вышла замуж за продюсера Ричарда Д. Занука. Через 10 лет они развелись.

## Фильмография
| Год       |     | Русское название                 | Оригинальное название                       | Роль                      |
| --------- | --- | -------------------------------- | ------------------------------------------- | ------------------------- |
| 1966      | кор | —                                | Planet of the Apes Test Reel                | доктор Зира               |
| 1966      | с   | Бэтмен                           | Batman                                      | мисс Готэм / чирлидер     |
| 1966      | ф   | Толстый шпион                    | The Fat Spy                                 | охотница за сокровищами   |
| 1966      | ф   | Выход из положения               | Way… Way Out                                | Пегги                     |
| 1966      | тф  | —                                | Men Against Evil                            | подружка байкера          |
| 1967      | ф   | Руководство для женатого мужчины | A Guide for the Married Man                 | мисс Стардаст             |
| 1967      | мф  | —                                | Wonder Woman: Who’s Afraid of Diana Prince? | отражение Чудо-женщины    |
| 1968      | ф   | Планета обезьян                  | Planet of the Apes                          | Нова                      |
| 1969—1970 | с   | Мир Брэкена                      | Bracken’s World                             | Полетт Дуглас             |
| 1970      | ф   | Под планетой обезьян             | Beneath The Planet Of The Apes              | Нова                      |
| 1974      | ф   | Аэропорт 1975                    | Airport 1975                                | Уинни                     |
| 1975—1977 | с   | Барнаби Джонс                    | Barnaby Jones                               | Джен Редбоу / Дори Колдер |
| 1976—1977 | с   | —                                | Switch                                      | Джилл Мартин              |
| 1985      | ф   | Кокон                            | Cocoon                                      | Сьюзан                    |
| 1988      | ф   | Кокон: Возвращение               | Cocoon: The Return                          | Сьюзан                    |
| 1995      | ф   | Дикий Билл                       | Wild Bill                                   | мадам                     |
| 2001      | ф   | Планета обезьян                  | Planet of the Apes                          | женщина в телеге          |